# Moon Mullican
Aubrey Wilson Mullican (Polk County (Texas), 29 maart 1909 – Beaumont (Texas), 1 januari 1967) was een Amerikaanse country- blues- en boogiewoogie-pianist, zanger en songwriter met de bijnaam "King of the Hillbilly Piano Players". Hij werd geassocieerd met de hillbilly boogiestijl, die rockabilly enorm beïnvloedde. Jerry Lee Lewis noemde hem een grote invloed op zijn eigen zang- en pianospel. Mullican zei ooit: 'We moeten muziek spelen die ervoor zorgt dat die verdomde bierflesjes op tafel stuiteren'.

## Biografie
Mullican werd geboren als zoon van Oscar Luther Mullican (1876–1961) en diens eerste vrouw Virginia Jordan Mullican (1880–1915), in de buurt van Corrigan (Texas), Polk County (Texas). Ze waren een boerenfamilie van Schotse, Ierse en Oost-Europese afkomst. Zijn Schots-Ierse immigrant-voorouder James Mullikin werd geboren in Schotland en arriveerde in de jaren 1630 vanuit Noord-Ierland in Maryland. Zijn grootvader van vaders kant was Wilson G. Mullican, die in de 6e Mississippi Infantry, Confederate States Army, bij de slag bij Shiloh diende. De ouders, stiefmoeder en grootouders van Mullican liggen allemaal begraven op het Stryker Cemetery, Polk County, Texas.
Als kind begon Mullican orgel te spelen, dat zijn religieuze vader had gekocht om beter lofzangen te kunnen zingen in de kerk. Moon sloot echter vriendschap met Joe Jones, een zwarte pachter op de familieboerderij, die hem kennis liet maken met de countryblues. Moons ouders waren het er niet altijd mee eens en hij werd heen en weer geslingerd tussen zowel de genres van religieuze muziek als wereldlijke muziek. Nadat hij zijn sporen had verdiend als lokale pianist, verliet Mullican op 16-jarige leeftijd zijn huis en ging naar Houston, waar hij piano speelde en in lokale clubs zong. Zijn vroege carrièrekeuze was zanger of predikant, maar hij koos voor de muziek. Tegen de jaren 1930 had Mullican zijn bijnaam "Moon" gekregen. Gepubliceerde bronnen suggereren dat het een afkorting is van "moonshine" of mogelijk van zijn nachtelijke optredens. Zijn familie zegt dat het kwam omdat hij graag "Shoot the Moon" speelde, een variatie op het dominospel "42".
Zijn vroegste invloeden waren populaire bluesartiesten als Bessie Smith, Blind Lemon Jefferson en Leroy Carr, samen met countrymuzikanten als Jimmie Rodgers en Bob Wills. In 1936 coverde hij Cab Calloway's Georgia Pine en zong ook zijn eigen composities Ain't You Kinda Sorry en Swing Baby Swing voor Leon Selphs western swingband The Blue Ridge Playboys. Hij speelde en nam op met Cliff Bruner's Texas Wanderers, The Sunshine Boys en Jimmie Davis. Tegen het einde van de jaren 1930 was hij een populaire zanger geworden met een warm, diep stemgeluid. Begin jaren 1940 keerde hij als leadzanger en pianist terug naar de Texas Wanderers en zong op de hits Truck Driver's Blues en I'll Keep On Loving You. Na het verlaten van de Texas Wanderers in 1942 werd hij sessiemuzikant op de nummers van Floyd Tillman, Ernest Tubb en Red Foley.
In 1945 richtte hij zijn eigen band The Showboys op, die al snel een van de meest populaire bands in de regio Texas-Louisiana werd met een mix van countrymuziek, westerse swing, cajun-muziek en Mullicans wilde pianospel en zang. Hoewel hun stijl zeer eclectisch was en countryballads omvatte, was een deel van hun muziek duidelijk een voorbode van wat later rock-'n-roll zou worden genoemd. In september 1946 maakte Mullican 16 opnamen als orkestleider voor King Records in Cincinnati. Zijn eerste publicatie The Lonesome Hearted Blues/It's a Sin to Love You Like I Do verkocht redelijk goed, maar kwam niet in de hitlijsten. Zijn tweede publicatie New Jole Blon in december 1946 (later opgenomen door Doug Kershaw) leverde hem een nog grotere erkenning op door #2 te bereiken in de country- en western-hitlijsten. Jole Blon was het begin van een lange reeks grote hits. Hij werd lid van de Grand Ole Opry in 1951.
Mullican was een van de best verkochte artiesten van King Records. Hoewel hij geen groot succes in de hitparade was, was hij immens populair in het zuidoosten van de Verenigde Staten met platen als The Leaves Mustn't Fall, Hey Shah, You Don't Have a Baby to Cry, Nine Tenths of the Tennessee River en I Was Sorta Wonderin. Halverwege de jaren 1950 experimenteerden veel artiesten, zoals Lefty Frizzell en George Jones, met rock-'n-roll, grotendeels als gevolg van de achteruitgang van het traditionele country & western in het midden van de jaren 1950. Het succes van Mullican nam in die tijd ook af en dus nam hij vier rock-kanten op met Boyd Bennett and His Rockets, waaronder de klassieke Seven Nights to Rock. Echter, beide singles mislukten jammerlijk. Voordat hij in 1958 bij Coral Records tekende, scoorde hij nog drie hits bij King, waaronder Hey Shah.
In 1958 werd hij gecontracteerd door countrymuziek producent Owen Bradley bij Decca Records dochterlabel Coral Records en nam hij meer rocknummers op, waaronder Moon's Rock en Sweet Rockin' Music. Beschadigd door het falen van zijn rock-kanten, overtuigde Owen Bradley Mullican ervan om zijn oorspronkelijke songs op te nemen in de ontluikende nieuwe stijl van countrymuziek, het Nashville-geluid. Bradley was echter gefrustreerd over Mullican. Bijgevolg werd hij in 1959 door Coral aan de kant gezet.
In de vroege jaren 1960 was Mullican nationaal een grotendeels vergeten figuur. Hij vestigde zich in Texas en bleef optreden en opnemen voor de labels Starday en Spar. Het decennium zag hem countrynummers opnemen als I'll Pour the Wine en Love Don't Have a Guarantee, samen met minder opvallende curiositeiten, waaronder I Ain't No Beatle, But I Wanna Hold Your Hand. Een van zijn laatste platen Love That Might Have Been was uitstekend en had het begin moeten zijn van een geheel nieuwe fase in de carrière van de zanger. Mullican had echter een hartaandoening, hoewel hij regelmatig bleef optreden. Op oudejaarsavond 1966 kreeg hij een hartaanval in Beaumont en overleed vroeg in de ochtend op 1 januari 1967. Hij en zijn vrouw Eunice, die hem overleefde (ze overleed in 1973), hadden geen kinderen.

## Invloeden
Eind jaren 1940 en begin jaren 1950 beïnvloedde Mullican vele andere countryartiesten. Hij had een stijl van country ballads gedefinieerd, waar hij in zijn jaren 1930-werk niet op had gezinspeeld. Deze muziekstijl beïnvloedde Jim Reeves (een tijdje een bandlid), Hank Williams sr. (die Mullican als favoriete artiest noemde), Hank Snow, Bill Haley, Elvis Presley en vooral Jerry Lee Lewis, die veel van de songs van Mullican coverde. Het was echter in het rijk van hillbilly boogie dat Mullican zijn grootste invloed had. Veel van zijn songs, zoals Pipeliners Blues, Hey! Mister Cotton-Picker en Cherokee Boogie (zijn grootste hit, in 1951) was een directe voorbode van de stijl die werd overgenomen door Haley en latere rock-'n-rollers. Mullican beïnvloedde ook vele anderen, waarvan sommigen tribute-cd's maakten ter gelegenheid van Mullicans 100ste verjaardag in 2009, en de westerse swingband Asleep at the Wheel, die zijn nummer Cherokee Boogie opnam op hun album Comin' Right At Ya uit 1973. Mullican wordt ook verondersteld mede-geschreven te hebben aan Jambalaya, een lied beroemd gemaakt door Hank Williams, dat niet kon worden toegeschreven aan Mullican vanwege zijn contract bij King Records. Mullicans opname van het nummer werd uitgebracht in juli 1952, dezelfde maand als de versie van Williams, maar verschilt aanzienlijk in het hebben van een andere volgorde van verzen en extra rijmende coupletten.

## Overlijden
Moon Mullican overleed in januari 1967 op 57-jarige leeftijd. Hij ligt begraven op Magnolia Cemetery, Beaumont, Texas. Het grafschrift op zijn grafsteen is de naam van een van zijn vele hits, I'll Sail My Ship Alone. In 1976 werd hij postuum ingewijd in de Nashville Songwriters Hall of Fame. Er zijn veel postume compilaties van zijn muziek geweest, op verschillende labels waaronder Ace en Bear Family Records.

## Discografie
- 1947:	New Pretty Blonde (Jole Blon)
- 1947: Jole Blon's Sister
- 1948:	Sweeter Than the Flowers
- 1948: I Left My Heart in Texas
- 1948: Foggy River
- 1949:	What Have I Done That Made You Go Away?
- 1950:	I'll Sail My Ship Alone
- 1950: You Don't Have to Be a Baby to Cry
- 1950: Goodnight Irene
- 1950: Mona Lisa
- 1951:	I Was Sorta Wonderin'
- 1951: Cherokee Boogie (Eh-Oh-Aleena)
- 1952:	Jambalaya
- 1953:	Pipeliner Blues
- 1956:	Hey Shah
- 1961:	Ragged but Right

### CD compilaties
- 1992: Moon's Rock (Bear Family Records)
- 1993: Moonshine Jamboree (Ace Records)
- 2000: The EP Collection (See For Miles Records)
- 2000: Showboy Special: The Early King Sides (1946-1947) (Westside Records)
- 2002: Moon's Tunes: The Chronological King Recordings, Vol. 2 (1947-1950) (Westside)
- 2002: I'll Sail My Ship Alone (Proper Records) 2-cd
- 2004: Seven Nights To Rock (More King Classics 1950-1956) (Ace)
- 2019: I Done It! The Uptempo Moon Mullican 1949-1958 (Jasmine Records)

- Bibliothèque nationale de France: cb13897795z (data)
- Gemeinsame Normdatei: 134759230
- International Standard Name Identifier: 0000 0000 5514 6331
- Library of Congress Control Number: n95073966
- Nationale Bibliotheek van Letland: 000097994
- MusicBrainz: da009937-d372-4ba9-833f-02c89a9b1f1d
- Virtual International Authority File: 56797156
- WorldCat: E39PBJy4dGxwFRpkXc8jPQ4H4q